# Vorgol
Vorgol (en rus: Воргол) és un poble de l'óblast de Lípetsk, a Rússia, que en el cens del 2010 tenia 14 habitants. Pertany al districte rural d'Izmàlkovo.